# Concelho
Un concelho és un municipi portuguès. Els 308 municipis portuguesos, o "autarquies locals", s'anomenen tradicionalment concelhos, designació abolida al Brasil quan aquest país creà les prefectures, seguint el model francès.
Els concelhos o municipis portuguesos són la subdivisió territorial més consistent que tingué el país a través dels seus 900 anys d'història. Amb origen a les cartes forals que els reis concedien a certes terres i als territoris limítrofs, per tal d'establir la subjecció d'aquestes a la Corona, impedint així que fossin dominats pels aristòcrates, el tipus d'administració dels concelhos anà canviant substancialment amb el pas del temps, se n'anaren creant uns, se n'extingiren altres, les seves competències anaren canviant i en alguns també les fronteres, però els concelhos romangueren. Primer, subjectes a lleis particulars cadascun d'ells, en obediència als usos locals, i a la voluntat reial expressada en el foral de la terra, i després subjectes a lleis nacionals generals a partir del liberalisme vuitcentista.
Actualment, els municipis són governats per una Cambra Municipal (en portuguès Câmara Municipal), òrgan executiu, i tenen una Assemblea Municipal (en portuguès Assembleia Municipal), que és l'òrgan deliberatiu. La Cambra és l'òrgan executiu que s'encarrega del govern i dels assumptes corrents del municipi. Depenent de la població del concelho, la cambra municipal pot estar formada per un nombre de membres senar entre 5 i 17 (a Lisboa), escollits per sufragi directe i universal en llistes, partidàries o no. L'executiu és representatiu, incloent típicament membres escollits per diverses llistes. L'Assemblea és el "parlament" del municipi, la competència principal del qual és la fiscalització de l'activitat de la cambra municipal.